# 绫州站
綾州站（：／ Neungju yeok */?）是位于韩国全罗南道和顺郡綾州面的一座鐵路車站，属于庆全线。

## 历史
- 1930年12月25日 - 落成使用[1]。

## 相鄰車站
韓國鐵道公社
慶全線
梨陽－綾州－和順